# Wimbledon Championships 1979
Die 93. Wimbledon Championships fanden vom 25. Juni bis zum 7. Juli 1979 in London, Großbritannien statt. Ausrichter war der All England Lawn Tennis and Croquet Club.

## Herreneinzel

### Setzliste
| Nr. | Spieler          | Erreichte Runde |
| --- | ---------------- | --------------- |
| 01. | Björn Borg       | Sieg            |
| 02. | John McEnroe     | Achtelfinale    |
| 03. | Jimmy Connors    | Halbfinale      |
| 04. | Vitas Gerulaitis | 1. Runde        |
| 05. | Roscoe Tanner    | Finale          |
| 06. | Guillermo Vilas  | 2. Runde        |
| 07. | Arthur Ashe      | 1. Runde        |
| 08. | Víctor Pecci     | 3. Runde        |

| Nr. | Spieler            | Erreichte Runde |
| --- | ------------------ | --------------- |
| 09. | Brian Gottfried    | 3. Runde        |
| 10. | Wojciech Fibak     | 1. Runde        |
| 11. | John Alexander     | 3. Runde        |
| 12. | José Higueras      | 2. Runde        |
| 13. | Manuel Orantes     | 2. Runde        |
| 14. | José Luis Clerc    | Achtelfinale    |
| 15. | Tim Gullikson      | Viertelfinale   |
| 16. | Corrado Barazzutti | 1. Runde        |

## Dameneinzel

### Setzliste
| Nr. | Spielerin           | Erreichte Runde |
| --- | ------------------- | --------------- |
| 01. | Martina Navratilova | Sieg            |
| 02. | Chris Evert-Lloyd   | Finale          |
| 03. | Evonne Cawley       | Halbfinale      |
| 04. | Tracy Austin        | Halbfinale      |
| 05. | Virginia Wade       | Viertelfinale   |
| 06. | Dianne Fromholtz    | Viertelfinale   |
| 07. | Billie Jean King    | Viertelfinale   |
| 08. | Wendy Turnbull      | Viertelfinale   |

| Nr. | Spielerin        | Erreichte Runde |
| --- | ---------------- | --------------- |
| 09. | Kerry Reid       | Achtelfinale    |
| 10. | Virginia Ruzici  | Achtelfinale    |
| 11. | Greer Stevens    | Achtelfinale    |
| 12. | Sue Barker       | 1. Runde        |
| 13. | Regina Maršíková | 3. Runde        |
| 14. | Kathy Jordan     | Achtelfinale    |
| 15. | Betty Stöve      | Achtelfinale    |
| 16. | Pam Shriver      | 2. Runde        |

## Herrendoppel

### Setzliste
| Nr. | Paarung                        | Erreichte Runde |
| --- | ------------------------------ | --------------- |
| 01. | Peter Fleming John McEnroe     | Sieg            |
| 02. | Wojciech Fibak Tom Okker       | 1. Runde        |
| 03. | Bob Lutz Stan Smith            | 2. Runde        |
| 04. | Bob Hewitt Frew McMillan       | Halbfinale      |
| 05. | Marty Riessen Sherwood Stewart | 2. Runde        |
| 06. | Sandy Mayer Gene Mayer         | Achtelfinale    |
| 07. | Brian Gottfried Raúl Ramírez   | Finale          |
| 08. | Jan Kodeš Tomáš Šmíd           | Achtelfinale    |

| Nr. | Paarung                          | Erreichte Runde |
| --- | -------------------------------- | --------------- |
| 09. | Víctor Pecci Balázs Taróczy      | 1. Runde        |
| 10. | Mark Edmondson John Marks        | 2. Runde        |
| 11. |                                  | Rückzug         |
| 12. | John Alexander Phil Dent         | Viertelfinale   |
| 13. | Ross Case Geoff Masters          | Viertelfinale   |
| 14. | Colin Dowdeswell Heinz Günthardt | 2. Runde        |
| 15. | Tim Gullikson Tom Gullikson      | 2. Runde        |
| 16. | Bruce Manson Andrew Pattison     | 1. Runde        |

## Damendoppel

### Setzliste
| Nr. | Paarung                              | Erreichte Runde |
| --- | ------------------------------------ | --------------- |
| 01. | Billie Jean King Martina Navratilova | Sieg            |
| 02. | Betty Stöve Wendy Turnbull           | Finale          |
| 03. | Françoise Dürr Virginia Wade         | Halbfinale      |
| 04. | Rosie Casals Chris Evert-Lloyd       | Viertelfinale   |

| Nr. | Paarung                        | Erreichte Runde |
| --- | ------------------------------ | --------------- |
| 05. | Dianne Fromholtz Marise Kruger | Viertelfinale   |
| 06. | Mima Jaušovec Virginia Ruzici  | Halbfinale      |
| 07. | Ilana Kloss Betty-Ann Stuart   | Viertelfinale   |
| 08. | Sue Barker Ann Kiyomura        | Viertelfinale   |

## Mixed

### Setzliste
| Nr. | Paarung                      | Erreichte Runde |
| --- | ---------------------------- | --------------- |
| 01. | Frew McMillan Betty Stöve    | Finale          |
| 02. | Bob Hewitt Greer Stevens     | Sieg            |
| 03. | Marty Riessen Wendy Turnbull | Viertelfinale   |
| 04. | John Newcombe Evonne Cawley  | Halbfinale      |

| Nr. | Paarung                    | Erreichte Runde |
| --- | -------------------------- | --------------- |
| 05. | Ion Țiriac Virginia Ruzici | Achtelfinale    |
| 06. |                            | Rückzug         |
| 07. | John Lloyd Rosie Casals    | Achtelfinale    |
| 08. | Ross Case Betty-Ann Stuart | Achtelfinale    |